# 솔로몬 반다라나이케
솔로몬 웨스트 리지웨이 디아스 반다라나이케(영어: Solomon West Ridgeway Dias Bandaranaike, 1899년 1월 8일 ~ 1959년 9월 26일)는 스리랑카의 법조인 겸 정치인이며 제4대 영국 자치령 실론의 행정총리(국가원수)였다.

## 생애

### 출생
1899년 인도 제국 스리랑카(당시 세일론)의 콜롬보에서 태어났다.

### 청년 시절
1922년 영국 옥스퍼드 대학교 법학과에서 학사 학위를 취득한 그는 영국 식민지 인도 제국 세일론에 귀국을 하여 콜롬보에서 변호사를 개업하였다.

### 정치 활약
그는 1948년 2월 4일을 기하여 영국 식민지 인도 제국 실론이 영국 자치령 실론으로 국가 체제가 개편되는 것을 목도하였으며 이후 1956년 4월 12일에서부터 1959년 9월 26일을 기하여 스리랑카 불교계 테러리스트 탈두웨 소마라마(Talduwe Somarama)라는 괴한의 총격에 향년 60세로 암살될 때까지 3년 5개월간 제4대 영국 자치령 실론 행정총리(스리랑카 국가원수)를 역임하였다.

## 사후
그가 암살된 이후에는 그의 부인 시리마보 반다라나이케도 스리랑카 행정총리를 역임하여 1972년 5월 22일 스리랑카가 영국으로부터 정식 독립을 이루는 쾌거 대업을 달성하였다.

## 직계 친척 관계
그의 고종사촌 여동생은 스리랑카 여성 정치가 파니니 일랑가쿤이다.